# 克林頓·慕拿
克林頓·勒美爾·慕拿（Clinton Lemere Mola；2001年3月15日—）是一名英格蘭職業足球員，司職後衛，現效力英甲球會雷丁。他將在2024年7月1日成為自由身球員。

## 球會生涯
慕拿在倫敦草根球會AC United開始足球生涯，並在試訓成功後轉投車路士的青訓學院。2020年1月31日，慕拿轉投德乙球會史特加，他簽下一紙為期四年半的合約。同年2月5日，慕拿在對陣利華古遜的德國盃賽事上演職業生涯地標戰，他於比賽第58分鐘後備上陣，球隊最終以2–1落敗。他在該賽季隨隊奪得升班資格。
他在接下來的2021–22賽季因髋部傷患而未有為球隊上陣。
2022年9月1日，傷愈的慕拿被外借到英冠球隊布力般流浪，為期一季，並設有買斷條款。同月13日，他在對陣屈福特的英冠比賽中上演地標戰，於比賽末段後備上陣。同年11月9日，慕拿在對陣英超球會韋斯咸的聯賽盃比賽中正選上陣，協助球隊在法定時間以2–2逼和對手。布力般流浪最終在互射十二碼階段以10–9爆冷勝出晉級。布力般流浪在季尾並未啟動慕拿合約中的買斷條款，他因而回到母會。
2023年8月26日，史特加宣布與慕拿達成協議提早一年解約。同年9月1日，英甲球會雷丁宣布簽入自由身的慕拿，合約為期一年。三天後，他在對陣劍橋聯的英甲賽事中首次為球隊上陣。2024年5月8日，雷丁宣布慕拿將在季尾約滿離隊。

## 國家隊生涯
慕拿是剛果裔英格蘭人，因而符合資格代表剛果和英格蘭，他曾代表英格蘭各級青年國家隊。
2021年9月6日，他在對陣羅馬尼亞的比賽中首次代表英格蘭U20上陣並入球，協助球隊以6–1 大勝。同年10月4日，他首次獲英格蘭U21徵召，取代因傷退隊的列維·高維爾。他在11月16日首次為英格蘭U21上陣，球隊以3–2敗予格魯吉亞。

## 生涯統計

### 球會
最後更新：2024年4月27日
| 效力球會           | 球季     | 聯賽     | 聯賽 | 聯賽 | 國家盃賽 | 國家盃賽 | 聯賽盃賽 | 聯賽盃賽 | 其他 | 其他 | 總計 | 總計 |
| 效力球會           | 球季     | 聯賽     | 上陣 | 入球 | 上陣     | 入球     | 上陣     | 入球     | 上陣 | 入球 | 上陣 | 入球 |
| ------------------ | -------- | -------- | ---- | ---- | -------- | -------- | -------- | -------- | ---- | ---- | ---- | ---- |
| 史特加             | 2019–20  | 德乙     | 8    | 0    | 1        | 0        | –        | –        | 0    | 0    | 9    | 0    |
| 史特加             | 2020–21  | 德甲     | 0    | 0    | 0        | 0        | –        | –        | 0    | 0    | 0    | 0    |
| 史特加             | 2021–22  | 德甲     | 3    | 0    | 0        | 0        | –        | –        | 0    | 0    | 3    | 0    |
| 史特加             | 2022–23  | 德甲     | 1    | 0    | 1        | 0        | –        | –        | 0    | 0    | 2    | 0    |
| 史特加             |          |          | 12   |      | 2        | 0        | 0        | 0        | 0    | 0    | 14   | 0    |
| 史特加二隊         | 2021–22  | 德地區   | 2    | 0    | 0        | 0        | –        | –        | –    | –    | 2    | 0    |
| 布力般流浪（外借） | 2022–23  | 英冠     | 4    | 0    | 0        | 0        | 2        | 0        | 0    | 0    | 6    | 0    |
| 雷丁               | 2023–24  | 英甲     | 30   | 0    | 1        | 0        | 0        | 0        | 4    | 0    | 35   | 0    |
| 生涯總計           | 生涯總計 | 生涯總計 | 48   | 0    | 3        | 0        | 2        | 0        | 4    | 0    | 57   | 0    |

1. ↑  於英格蘭足球聯賽錦標賽賽事上陣。